# Michael C. Gwynne
Pour les articles homonymes, voir Gwynne.
Ne pas confondre avec l'acteur anglais Michael Gwynn (1916-1976).
Michael C. Gwynne (né le 1er octobre 1942 à Détroit dans le Michigan aux États-Unis) est un acteur américain de film, de télévision et de radio.

## Biographie
Michael C. Gwynne est le fils de Frankie Kaye, chef d'un groupe musical dans les années 1940-1950. Dans les années 1960, il s'occupe de la batterie dans de nombreux groupes de R&B.
Il a une voix très distinctive à la radio et il est l'un des principaux narrateurs en 1971 de l'album Elektra Records « A Child's Garden Of Grass (A Pre-Legalization Comedy) ».
En 1969, il arrive à Hollywood et lors d'une fête, il rencontre le producteur des studios Universal, Jerrold Freedman qui lui propose de devenir acteur, mais Michael Gwynne refuse la proposition. Jerrold Freedman persévère et trois semaines plus tard envoie un télégramme à Michael Gwynne pour lui offrir un rôle dans la série télévisée The Bold Ones: The Senator réalisé par Daryl Duke. Leur collaboration continue l'année suivante dans le film Payday réalisé par Rip Torn.
À la fin des années 1970 et dans les années 80, il rejoint Phil Austin de la troupe The Firesign Theatre et Frazer Smith au casting à trois voix d'une émission de radio humoristique surréaliste, « Hollywood Niteshift », d'abord sur KROQ et plus tard sur KLOS, deux chaînes de radios à Los Angeles.
Il tourne dans d'autres films comme Terreur dans la montagne et Harry, gentleman pickpocket en 1973, L'Homme terminal en 1974, Special Delivery (en) en 1976, Les Joyeux Débuts de Butch Cassidy et le Kid en 1979, La Guerre des abîmes en 1980, Threshold en 1981, Cherry 2000 en 1987, Meurtre à Hollywood en 1988, The Last of the Finest en 1990 et plus récemment dans Parties intimes en 1997.
En 2016, Michael Gwynne écrit des scripts depuis Manhattan (New-York).

## Filmographie

### Acteur de télévision
- 1970 : The Bold Ones: The Protectors : Billy
- 1971 : The Bold Ones: The Senator : Whitney
- 1971 : Les Règles du jeu : Docteur Parker
- 1971 : Thief : Junkie
- 1971 : Longstreet : Harper
- 1972 : Sam Cade : Jack
- 1972 : Le Sixième Sens : The Silversmith
- 1972 : The Bold Ones: The New Doctors : Charlie Luwaine
- 1972 : Emergency! (en) : Jerry Dondon
- 1973 : Terreur dans la montagne : Val Adams
- 1974 : La Chasse aux dollars : Stranger
- 1974 : The Healers (en) : Docteur Anton Balinowski
- 1974-1975 : Harry O (en) : Randall Groves / Andrew Marsh
- 1975 : Kojak : Blaise
- 1975 : Matt Helm : Charlie Danbury
- 1977 : The Sunday Drama (en) : Jack Hampton
- 1977 : Baretta : Nicky Moss
- 1977 : Rafferty (en) : Docteur Prud'homme / Mc Murdo
- 1978 : A Question of Love
- 1979 : Some Kind of Miracle : Docteur Mark Spencer
- 1979 : Dallas : Docteur Rogers
- 1979 : The Chevy Chase National Humor Test
- 1979 : The Streets of L.A. : Walter Kiner
- 1980 : Guyana Tragedy: The Story of Jim Jones : Larry King
- 1980 : Timide et sans complexe : Dean Culpits
- 1980 : Chips : Cleve
- 1982 : Victims : Attorney Walters
- 1982 : Thou Shalt Not Kill : Roebuck
- 1982 : Today's F.B.I. (en)
- 1985 : MacGyver (saison 1, épisode 1 "MacGyver première") : Dr Burke
- 1985 : Dallas (feuilleton télévisé) : Dr Rogers (saison 2, épisode 24)

### Acteur de cinéma
- 1970-1971 : The Psychiatrist (en) : Blaine/Pusher
- 1971 : Clay Pigeons
- 1972 : Payday : Clarence McGinty
- 1973 : Harry, gentleman pickpocket : Fence
- 1974 : L'Homme terminal : Docteur Robert Morris
- 1976 : Special Delivery (en) : Graff
- 1978 : Tarzana : Private Eye Milt Lassitor
- 1979 : Les Joyeux débuts de Butch Cassidy et le Kid : Mike Cassidy
- 1979 : J-Men Forever (en) : Voix
- 1980 : La Guerre des abîmes : Bohannon
- 1981 : Threshold : Jay Wingate
- 1990 : L'Enfer bleu (The Last of the Finest) de John Mackenzie
- 1995 : Dillinger et Capone de Jon Purdy : Perkins